# CEN/XFS
CEN/XFS, o più semplicemente XFS (Extensions for Financial Services), è un'architettura client-server che fornisce servizi per le applicazioni finanziarie nelle piattaforme Microsoft. Tipicamente permette l'utilizzo di periferiche collegate a sportelli per il prelievo automatico di contante (Bancomat, cambiavalute ecc...).
XFS fornisce una API che consente di gestire l'utilizzo di diversi servizi finanziari, indipendentemente dal produttore della periferica.
Le specifiche XFS sono regolamentate dal Comitato europeo di normazione. Il nome originario della piattaforma era XFS/WOSA (Windows Open Systems Architecture).
Esiste una versione di XFS, basata su piattaforma Java, indipendente dall'hardware e dal sistema operativo e denominata J/XFS.